# ویلار پلیچه
ویلار پلیچه (به ایتالیایی: Villar Pellice) یک کومونه در ایتالیا است که در استان تورین واقع شده‌است. ویلار پلیچه ۶۰٫۹ کیلومتر مربع مساحت و ۱٬۲۱۳ نفر جمعیت دارد.